# 戸田和幸
戸田 和幸（とだ かずゆき、1977年12月30日 - ）は、神奈川県相模原市出身の元プロサッカー選手、サッカー指導者、サッカー解説者。現役時代のポジションはディフェンダー、ミッドフィールダー。
Kリーグ時代の登録名は戸田（ハングル: 토다）。

## クラブ経歴
東京都町田市生まれで、その後に相模原市へ転居。小学3年からサッカーを始めた。桐蔭学園高を卒業後、1996年に清水エスパルスに入団。1999年、不動の3バックの一角として清水のステージ初制覇に貢献した。同年のジュビロ磐田とのチャンピオンシップ第1戦では風邪で欠場した。2001年にはカルロス・サントスの移籍による穴を埋めるため、ゼムノビッチ監督によってボランチへとコンバートされた。
2003年、2002年W杯の活躍によりイングランド・プレミアリーグのトッテナム・ホットスパーFCに移籍。2004年にはオランダ・エールディヴィジのADOデン・ハーグに移籍したが、いずれも満足な成績を残せず、2004年のJリーグ2ndステージから再び清水エスパルスに復帰した。
2005年、東京ヴェルディへ移籍。レギュラーとして活躍するも、チームの調子は上がらず、東京VはJ2に降格。再び移籍を選んだ。
2006年からはサンフレッチェ広島へ期限付き移籍。ミハイロ・ペトロヴィッチ監督の方針により、清水時代以来となる3バックのリベロで出場すると共に、移籍1年目途中からゲームキャプテンも務めた。完全移籍した翌2007年もリベロでレギュラー出場したものの、広島は京都との入れ替え戦に敗れてJ2降格。複数年契約を結んでいたため翌2008年も広島でのプレーを選んだが、DFではなくボランチでの起用を望んだ結果、森崎和幸や青山敏弘らとのポジション争いに敗れ出場機会が激減した。
同年6月、結城耕造とのトレードの形でジェフユナイテッド千葉へ期限付き移籍。怪我が重なって出場試合数は多くなかったが、戸田の出場した試合ではわずか1敗と、千葉のJ1残留に貢献した。シーズン終了後、広島・千葉双方から戦力外通告を受け一時無所属となるが、韓国・Kリーグの数クラブで練習に参加し、2009年3月に慶南FCと契約。しかし、怪我による離脱が長引き、出場は9試合に終わった。
2010年、ザスパ草津へ完全移籍したが、2011年11月17日、契約満了により退団した。2012年にはこの年からJ2に参入した地元クラブであるFC町田ゼルビアに加入するも、監督オズワルド・アルディレスとの確執 から出場機会は無きに等しく1年限りで退団した。
2013年、SリーグのウォリアーズFCに入団。同年11月14日、自身のブログで2013シーズン限りでの現役引退を発表した。

## 代表経歴
U-17日本代表として1993 FIFA U-17世界選手権に出場しベスト8進出。
U-20日本代表として1997 FIFAワールドユース選手権に出場し、フル出場を果たした。U-21日本代表として出場した1998年アジア競技大会ではDFでの招集となった。
2001年、フランス代表に大敗した事で守備の立て直しが急務と考えたフィリップ・トルシエによって、スペイン戦に向けた新たなボランチ要員として日本代表に初招集される。そのスペイン戦は発熱により欠場してしまうが、翌月のFIFAコンフェデレーションズカップ2001にて代表デビューを果たすと、ハードな守備が評価され代表に定着。
2002 FIFAワールドカップでは髪を真っ赤に染めたモヒカン姿を披露した。4試合にフル出場し激しい守備でベスト16に貢献。トルシエジャパンの影のMVPと言われた。
また2002年W杯後は、ポッキーGや優香と共演したどん兵衛のコマーシャルに起用されるなどメディアにも多数出演した。
2003年、ジーコ監督下ではトッテナム時代に一度だけ招集が掛かったが、「今はクラブでのレギュラー取りに専念したい」と辞退。しかしながら実際には怪我による辞退。（本人談）これに対しジーコも戸田のプレースタイルを批判するコメントを残しており、喧嘩別れのような形で以降代表に招集されることはなかった。

## 引退後
引退後は、解説者として国内外のサッカー中継で活躍。UEFAチャンピオンズリーグ 2018-19 決勝の解説を務めた。
2018年2月、慶應義塾大学のコーチに就任。2020年2月に一橋大学ア式蹴球部の外部コーチとして招聘され、2021年3月に監督に就任した。
2022年1月14日、一橋大学ア式蹴球部の監督を退任し、テクニカルアドバイザーに就任した。
2022年1月21日、SHIBUYA CITY FCのテクニカルダイレクター兼コーチに就任 し、実質的な指揮官としてチームを指揮した。
2022年11月14日、2022年シーズンをもってSHIBUYA CITY FCテクニカルダイレクター兼コーチを退任 し、2023年シーズンからのSC相模原トップチームの監督就任が発表された。契約期間は3年間とされている。
2024年6月19日、前日の18日付で解任されたことがSC相模原から発表された。

## 人物
- アニメーターの小谷杏子は従姉妹にあたる[21]。

## 所属クラブ
- 淵野辺東FC (相模原市立淵野辺東小学校)[1][3]
- 東京小山FC (相模原市立共和中学校)[1][3]
- 桐蔭学園高校[1]
- 1996年 - 2004年  清水エスパルス
  - 2003年  トッテナム・ホットスパー (期限付き移籍)
  - 2004年 - 同年7月  ADOデン・ハーグ (期限付き移籍)
- 2005年 - 2006年  東京ヴェルディ
  - 2006年  サンフレッチェ広島
- 2007年 - 2008年  サンフレッチェ広島
  - 2008年6月 - 同年末  ジェフユナイテッド千葉（期限付き移籍）
- 2009年  慶南FC
- 2010年 - 2011年  ザスパ草津
- 2012年  FC町田ゼルビア
- 2013年  ウォリアーズFC

## 個人成績
| 国内大会個人成績 | 国内大会個人成績 | 国内大会個人成績 | 国内大会個人成績 | 国内大会個人成績 | 国内大会個人成績          | 国内大会個人成績 | 国内大会個人成績 | 国内大会個人成績 | 国内大会個人成績 | 国内大会個人成績 | 国内大会個人成績 |
| 年度             | クラブ           | 背番号           | リーグ           | リーグ戦         | リーグ戦                  | リーグ杯         | リーグ杯         | オープン杯       | オープン杯       | 期間通算         | 期間通算         |
| 年度             | クラブ           | 背番号           | リーグ           | 出場             | 得点                      | 出場             | 得点             | 出場             | 得点             | 出場             | 得点             |
| 日本             | 日本             | 日本             | 日本             | リーグ戦         | リーグ戦                  | リーグ杯         | リーグ杯         | 天皇杯           | 天皇杯           | 期間通算         | 期間通算         |
| ---------------- | ---------------- | ---------------- | ---------------- | ---------------- | ------------------------- | ---------------- | ---------------- | ---------------- | ---------------- | ---------------- | ---------------- |
| 1996             | 清水             | -                | J                | 5                | 0                         | 1                | 0                | 0                | 0                | 6                | 0                |
| 1997             | 清水             | 14               | J                | 20               | 0                         | 5                | 0                | 3                | 0                | 28               | 0                |
| 1998             | 清水             | 14               | J                | 34               | 0                         | 5                | 0                | 5                | 0                | 44               | 0                |
| 1999             | 清水             | 4                | J1               | 28               | 0                         | 2                | 0                | 3                | 0                | 33               | 0                |
| 2000             | 清水             | 4                | J1               | 27               | 1                         | 6                | 0                | 5                | 0                | 38               | 1                |
| 2001             | 清水             | 4                | J1               | 27               | 0                         | 1                | 0                | 5                | 0                | 33               | 0                |
| 2002             | 清水             | 4                | J1               | 22               | 1                         | 2                | 0                | 3                | 0                | 27               | 1                |
| イングランド     | イングランド     | イングランド     | イングランド     | リーグ戦         | リーグ戦                  | FLカップ         | FLカップ         | FAカップ         | FAカップ         | 期間通算         | 期間通算         |
| 2002-03          | トッテナム       | 44               | プレミア         | 4                | 0                         | 0                | 0                | 0                | 0                | 0                | 0                |
| 2003-04          | トッテナム       | 44               | プレミア         | 0                | 0                         | -                | -                | -                | -                | 0                | 0                |
| オランダ         | オランダ         | オランダ         | オランダ         | リーグ戦         | リーグ戦                  | リーグ杯         | リーグ杯         | KNVBカップ       | KNVBカップ       | 期間通算         | 期間通算         |
| 2003-04          | ADO              | 39               | エール           | 16               | 0                         | -                | -                | 0                | 0                | 16               | 0                |
| 日本             | 日本             | 日本             | 日本             | リーグ戦         | リーグ戦                  | リーグ杯         | リーグ杯         | 天皇杯           | 天皇杯           | 期間通算         | 期間通算         |
| 2004             | 清水             | 4                | J1               | 12               | 0                         | 2                | 0                | 1                | 0                | 15               | 0                |
| 2005             | 東京V            | 6                | J1               | 23               | 0                         | 5                | 0                | 0                | 0                | 28               | 0                |
| 2006             | 広島             | 14               | J1               | 30               | 0                         | 5                | 0                | 1                | 0                | 36               | 0                |
| 2007             | 広島             | 14               | J1               | 31               | 2                         | 8                | 0                | 2                | 0                | 41               | 2                |
| 2008             | 広島             | 14               | J2               | 1                | 0                         | -                | -                | 0                | 0                | 1                | 0                |
| 2008             | 千葉             | 41               | J1               | 12               | 0                         | 1                | 0                | 1                | 0                | 14               | 0                |
| 韓国             | 韓国             | 韓国             | 韓国             | リーグ戦         | リーグ戦                  | リーグ杯         | リーグ杯         | FA杯             | FA杯             | 期間通算         | 期間通算         |
| 2009             | 慶南             | 40               | Kリーグ          | 8                | 0                         | 1                | 0                | 1                | 0                | 10               | 0                |
| 日本             | 日本             | 日本             | 日本             | リーグ戦         | リーグ戦                  | リーグ杯         | リーグ杯         | 天皇杯           | 天皇杯           | 期間通算         | 期間通算         |
| 2010             | 草津             | 2                | J2               | 12               | 1                         | -                | -                | 0                | 0                | 12               | 1                |
| 2011             | 草津             | 2                | J2               | 11               | 1                         | -                | -                | 1                | 0                | 12               | 1                |
| 2012             | 町田             | 4                | J2               | 2                | 0                         | -                | -                | 0                | 0                | 2                | 0                |
| シンガポール     | シンガポール     | シンガポール     | シンガポール     | リーグ戦         | リーグ戦                  | リーグ杯         | リーグ杯         | シンガポール杯   | シンガポール杯   | 期間通算         | 期間通算         |
| 2013             | ウォリアーズ     | 4                | Sリーグ          | 17               | 0                         | 1                | 0                | 1                | 0                | 19               | 0                |
| 通算             | 日本             | 日本             | J1               | 271              | 4                         | 43               | 0                | 29               | 0                | 343              | 4                |
| 通算             | 日本             | 日本             | J2               | 26               | 2                         | -                | -                | 1                | 0                | 27               | 2                |
| 通算             | イングランド     | イングランド     | プレミア         | 4                | 0\|\|\|\|\|\|\|\|\|\|\|\| |                  |                  |                  |                  |                  |                  |
| 通算             | オランダ         | オランダ         | エール           | 16               | 0\|\|\|\|\|\|\|\|\|\|\|\| |                  |                  |                  |                  |                  |                  |
| 通算             | 韓国             | 韓国             | K                | 8                | 0                         | 1                | 0                | 1                | 0                | 10               | 0                |
| 通算             | シンガポール     | シンガポール     | Sリーグ          | 17               | 0\|\|\|\|\|\|\|\|\|\|\|\| |                  |                  |                  |                  |                  |                  |
| 総通算           | 総通算           | 総通算           | 総通算           | 342              | 6\|\|\|\|\|\|\|\|\|\|\|\| |                  |                  |                  |                  |                  |                  |

その他の公式戦
- 1999年
  - スーパーカップ 1試合0得点
  - Jリーグチャンピオンシップ 1試合0得点
- 2001年
  - スーパーカップ 1試合0得点
- 2002年
  - スーパーカップ 1試合0得点
- 2005年
  - スーパーカップ 1試合0得点
- 2007年
  - J1・J2入れ替え戦 1試合0得点

| 国際大会個人成績 | 国際大会個人成績 | 国際大会個人成績 | 国際大会個人成績 | 国際大会個人成績 |
| 年度             | クラブ           | 背番号           | 出場             | 得点             |
| AFC              | AFC              | AFC              | ACL              | ACL              |
| ---------------- | ---------------- | ---------------- | ---------------- | ---------------- |
| 2002-03          | 清水             | 4                | 2                | 0                |
| 通算             | AFC              | AFC              | 2                | 0                |

- Jリーグ初出場 1996年4月27日 対ジュビロ磐田戦 (日本平スタジアム)
- Jリーグ初得点 2000年4月25日 対鹿島アントラーズ戦 (日本平スタジアム)

## 代表歴

### 出場大会など
- U-17日本代表
  - 1993 FIFA U-17世界選手権
- U-19日本代表 
  - アジアユース選手権
- U-20日本代表
  - 1997 FIFAワールドユース選手権
- U-21日本代表 
  - 1998年アジア競技大会
- U-22日本代表 
  - シドニーオリンピックアジア一次・最終予選出場
- U-23日本代表
  - キリンチャレンジカップ
- 日本代表
  - FIFAコンフェデレーションズカップ2001
  - 2002 FIFAワールドカップ

### 試合数
- 国際Aマッチ 20試合 1得点 (2001年 - 2002年)

| 日本代表 | 国際Aマッチ | 国際Aマッチ |
| 年       | 出場        | 得点        |
| -------- | ----------- | ----------- |
| 2001     | 10          | 0           |
| 2002     | 10          | 1           |
| 通算     | 20          | 1           |

### 出場
| No. | 開催日        | 開催都市                     | スタジアム                         | 対戦国         | 結果 | 監督     | 大会                                 |
| --- | ------------- | ---------------------------- | ---------------------------------- | -------------- | ---- | -------- | ------------------------------------ |
| 1.  | 2001年5月31日 | 日本, 新潟市                 | 新潟スタジアム                     | カナダ         | ○3-0 | トルシエ | FIFAコンフェデレーションズカップ2001 |
| 2.  | 2001年6月2日  | 日本, 新潟市                 | 新潟スタジアム                     | カメルーン     | ○2-0 | トルシエ | FIFAコンフェデレーションズカップ2001 |
| 3.  | 2001年6月7日  | 日本, 横浜市                 | 横浜国際総合競技場                 | オーストラリア | ○1-0 | トルシエ | FIFAコンフェデレーションズカップ2001 |
| 4.  | 2001年6月10日 | 日本, 横浜市                 | 横浜国際総合競技場                 | フランス       | ●0-1 | トルシエ | FIFAコンフェデレーションズカップ2001 |
| 5.  | 2001年7月1日  | 日本, 札幌市                 | 札幌ドーム                         | パラグアイ     | ○2-0 | トルシエ | キリンカップサッカー2001             |
| 6.  | 2001年7月4日  | 日本, 大分市                 | 大分スタジアム                     | ユーゴスラビア | ○1-0 | トルシエ | キリンカップサッカー2001             |
| 7.  | 2001年8月15日 | 日本, 袋井市                 | 静岡県小笠山総合運動公園スタジアム | オーストラリア | ○3-0 | トルシエ | AFC/OFCチャレンジカップ              |
| 8.  | 2001年10月4日 | フランス, ランス             | フェリックス・ボラール・スタジアム | セネガル       | ●0-2 | トルシエ | 国際親善試合                         |
| 9.  | 2001年10月7日 | イングランド, サウサンプトン | セント・メリーズ・スタジアム       | ナイジェリア   | △2-2 | トルシエ | 国際親善試合                         |
| 10. | 2001年11月7日 | 日本, さいたま市             | 埼玉スタジアム2002                 | イタリア       | △1-1 | トルシエ | キリンチャレンジカップ2001           |
| 11. | 2002年3月21日 | 日本, 大阪市                 | 長居陸上競技場                     | ウクライナ     | ○1-0 | トルシエ | キリンチャレンジカップ2002           |
| 12. | 2002年3月27日 | ポーランド, ウッジ           | ビジェフスタジアム                 | ポーランド     | ○2-0 | トルシエ | 国際親善試合                         |
| 13. | 2002年4月17日 | 日本, 横浜市                 | 横浜国際総合競技場                 | コスタリカ     | △1-1 | トルシエ | キリンチャレンジカップ2002           |
| 14. | 2002年4月29日 | 日本, 東京                   | 国立競技場                         | スロバキア     | ○1-0 | トルシエ | キリンカップサッカー2002             |
| 15. | 2002年5月14日 | ノルウェー, オスロ           | ウレヴォール・スタディオン         | ノルウェー     | ●0-3 | トルシエ | 国際親善試合                         |
| 16. | 2002年5月25日 | 日本, 東京                   | 国立競技場                         | スウェーデン   | △1-1 | トルシエ | キリンチャレンジカップ2002           |
| 17. | 2002年6月4日  | 日本, さいたま市             | 埼玉スタジアム2002                 | ベルギー       | △2-2 | トルシエ | 2002 FIFAワールドカップ              |
| 18. | 2002年6月9日  | 日本, 横浜市                 | 横浜国際総合競技場                 | ロシア         | ○1-0 | トルシエ | 2002 FIFAワールドカップ              |
| 19. | 2002年6月14日 | 日本, 大阪市                 | 長居陸上競技場                     | チュニジア     | ○2-0 | トルシエ | 2002 FIFAワールドカップ              |
| 20. | 2002年6月18日 | 日本, 利府町                 | 宮城スタジアム                     | トルコ         | ●0-1 | トルシエ | 2002 FIFAワールドカップ              |

| No. | 開催日       | 開催都市             | スタジアム               | 対戦国             | 結果 | 監督     | 大会                              |
| --- | ------------ | -------------------- | ------------------------ | ------------------ | ---- | -------- | --------------------------------- |
| 1.  | 2002年5月8日 | スペイン, マドリード | サンティアゴ・ベルナベウ | レアル・マドリード | ●0-1 | トルシエ | レアル・マドリード100周年記念試合 |

### ゴール
| #  | 開催年月日    | 開催地       | 対戦国     | 勝敗  | 試合概要                   |
| -- | ------------- | ------------ | ---------- | ----- | -------------------------- |
| 1. | 2002年3月21日 | 日本、大阪市 | ウクライナ | ○ 1-0 | キリンチャレンジカップ2002 |

## 指導歴
- 2018年 - 2019年 慶應義塾大学 コーチ
- 2020年 - 2021年 一橋大学ア式蹴球部
  - 2020年 コーチ
  - 2021年 監督
- 2022年 SHIBUYA CITY FC テクニカルダイレクター兼コーチ
- 2023年 - 2024年6月 SC相模原 監督

## 監督成績
| 年度 | 所属 | クラブ | リーグ戦 | リーグ戦 | リーグ戦 | リーグ戦 | リーグ戦 | リーグ戦 | カップ戦       | カップ戦  |
| 年度 | 所属 | クラブ | 順位     | 勝点     | 試合     | 勝       | 分       | 敗       | ルヴァンカップ | 天皇杯    |
| ---- | ---- | ------ | -------- | -------- | -------- | -------- | -------- | -------- | -------------- | --------- |
| 2023 | J3   | 相模原 | 18位     | 41       | 38       | 9        | 14       | 15       | -              | 2回戦敗退 |
| 2024 | J3   | 相模原 | 9位*     | 25       | 17       | 6        | 7        | 4        | 1回戦敗退      | 2回戦敗退 |

- 2024年は第17節まで指揮

## 出演

### CM
- 日清食品 「日清どん兵衛」（2002年、優香と共演）
- グリコ 「ポッキーG」（2003年）

### テレビ出演
- NHK総合テレビジョン「2014 FIFAワールドカップ・デイリー&ウィークリーハイライト」（2014年6-7月）
- 同上「Sportsプラス」、「サタデースポーツ」、「サンデースポーツ」（解説者）
- ワールドスポーツMLB（NHK BS1、サッカー解説）
- Jリーグタイム（NHK BS1、サッカー解説）
- ライオンのグータッチ（フジテレビ）グータッチサポーター

## 書籍

### 著書
- 解説者の流儀[22]（洋泉社、2018年5月31日）ISBN 9784800314819